# Santa Cruz (Lagoa)
Santa Cruz ist eine portugiesische Gemeinde (Freguesia) im Kreis Lagoa, auf der Azoren-Insel São Miguel. In ihr leben 3528 Einwohner auf einer Fläche von 14 km² (Stand 19. April 2021).
Sie ist eine der zwei Stadtgemeinden der Kreisstadt Lagoa, neben Nossa Senhora do Rosário.